# Championnat de Belgique de rugby à XV 2008-2009
Navigation
Championnat 2007-2008 Championnat 2009-2010
Le Championnat de Belgique de rugby à XV 2008-2009 oppose les huit meilleures équipes belges de rugby à XV. La compétition débute le 7 septembre 2008 et se termine par une finale le 17 mai 2009 au stade du petit Heysel.
Le promu Kituro Schaerbeek Rugby Club remporte le championnat en battant le RC Frameries en finale des playoffs sur le score de 12 à 11 dans les arrêts de jeu. C'est le troisième titre du Kituro après ceux de 1967 et 1996.

## Liste des équipes en compétition
| Berneau Schaerbeek Boitsfort Waterloo Ottignies Soignies Frameries Dendermonde |

La compétition oppose pour la saison 2008-2009 les huit meilleures équipes belges de rugby à XV :
| - ASUB Rugby Waterloo - Boitsfort Rugby Club - Dendermondse Rugby Club - Kituro Schaerbeek Rugby Club | - Rugby Club Frameries - Rugby Club Soignies - Rugby Coq Mosan - Rugby Ottignies Club |

## Résumé des résultats

### Classement de la phase régulière
| no | Club             | J  | V  | N | D  | F | PM  | PE  | Diff | Pts |
| -- | ---------------- | -- | -- | - | -- | - | --- | --- | ---- | --- |
| 1  | ASUB Waterloo    | 14 | 11 | 0 | 3  | 0 | 325 | 123 | 202  | 36  |
| 2  | Kituro RC (P)    | 14 | 10 | 1 | 3  | 0 | 233 | 145 | 88   | 35  |
| 3  | RC Soignies      | 14 | 8  | 2 | 4  | 0 | 241 | 169 | 72   | 32  |
| 4  | RC Frameries     | 14 | 7  | 1 | 6  | 0 | 188 | 183 | 5    | 29  |
| 5  | Boitsfort RC (T) | 14 | 7  | 1 | 6  | 0 | 257 | 167 | +90  | 29  |
| 6  | Ottignies        | 14 | 6  | 0 | 8  | 0 | 151 | 188 | -37  | 26  |
| 7  | Coq Mosan        | 14 | 3  | 0 | 11 | 0 | 97  | 370 | -273 | 20  |
| 8  | Dendermondse RC  | 14 | 1  | 1 | 11 | 1 | 101 | 248 | -147 | 16  |

Le départage entre Frameries et Boitsfort pour l'obtention de la 4e place tient compte des résultats de leurs rencontres directes lors de la 5e journée (Frameries 17-17 Boitsfort) et de la 12e journée dimanche (Boitsfort 13-19 Frameries)
|  | Qualifiés pour la phase finale (no 1, no 2, no 3, no 4). |
|  | Relégué en Division 2 pour la saison 2009-2010 (no 8).   |
|  | T : tenant du titre 2008 • P : promu 2008                |

Attribution des points : victoire : 3, match nul : 2, défaite : 1, forfait : 0.
Règles de classement : ?

### Phase finale

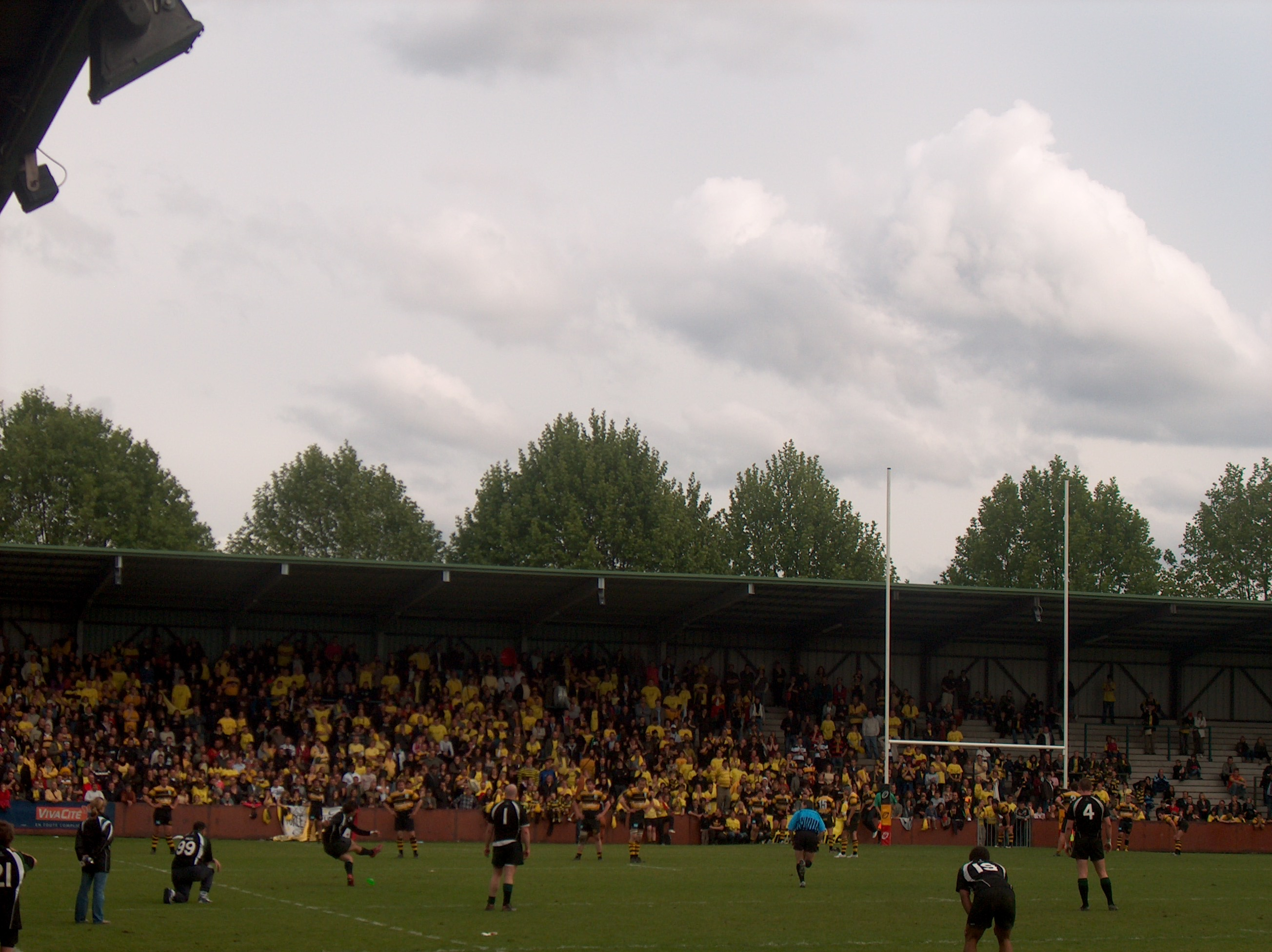
Tir victorieux de Romain Orban (Kituro) lors de l’ultime seconde de la finale du championnat 2009.

|  | Demi-finales                                         | Demi-finales                                         |              |    | Finale                                          | Finale                                          |
|  | Demi-finales                                         | Demi-finales                                         |              |    | Finale                                          | Finale                                          |
|  |                                                      |                                                      |              |    |                                                 |                                                 |
|  | 26 avril 2009 au Complexe sportif du Pachy, Waterloo | 26 avril 2009 au Complexe sportif du Pachy, Waterloo |              |    | 17 mai 2009 au stade du petit Heysel, Bruxelles | 17 mai 2009 au stade du petit Heysel, Bruxelles |
|  | 26 avril 2009 au Complexe sportif du Pachy, Waterloo | 26 avril 2009 au Complexe sportif du Pachy, Waterloo |              |    | 17 mai 2009 au stade du petit Heysel, Bruxelles | 17 mai 2009 au stade du petit Heysel, Bruxelles |
|  | [1] ASUB Waterloo                                    | 18                                                   |              |    | 17 mai 2009 au stade du petit Heysel, Bruxelles | 17 mai 2009 au stade du petit Heysel, Bruxelles |
|  | [1] ASUB Waterloo                                    | 18                                                   |              |    | 17 mai 2009 au stade du petit Heysel, Bruxelles | 17 mai 2009 au stade du petit Heysel, Bruxelles |
|  | [4] RC Frameries                                     | 20                                                   |              |    | 17 mai 2009 au stade du petit Heysel, Bruxelles | 17 mai 2009 au stade du petit Heysel, Bruxelles |
|  | [4] RC Frameries                                     | 20                                                   | RC Frameries | 11 |                                                 |                                                 |
|  | 26 avril 2009 au Complexe Wahis, Bruxelles           |                                                      | RC Frameries | 11 |                                                 |                                                 |
|  |                                                      | Kituro Rugby Club                                    | 12           |    |                                                 |                                                 |
|  | [2] Kituro Rugby Club                                | Kituro Rugby Club                                    | 12           | 17 |                                                 |                                                 |
|  | [2] Kituro Rugby Club                                |                                                      |              | 17 |                                                 |                                                 |
|  | [3] RC Soignies                                      | 12                                                   |              |    |                                                 |                                                 |
|  | [3] RC Soignies                                      | 12                                                   |              |    |                                                 |                                                 |

## Résultats détaillés

### Phase régulière

#### Tableau synthétique des résultats
L'équipe qui reçoit est indiquée dans la colonne de gauche. Kituro est le seul club à avoir gagné tous ses matchs à domicile.
| Clubs           | ASU   | BRC   | DRC   | KRC   | RCF   | COQ  | RCS   | ROC   |
| --------------- | ----- | ----- | ----- | ----- | ----- | ---- | ----- | ----- |
| ASUB Waterloo   |       | 8-14  | 20-10 | 21-8  | 23-0  | 53-3 | 23-10 | 30-6  |
| Boitsfort RC    | 3-15  |       | 18-3  | 18-16 | 13-19 | 49-9 | 12-13 | 29-7  |
| Dendermondse RC | 12-32 | 5-22  |       | 6-13  | 16-17 | 0-25 | 5-19  | 19-3  |
| Kituro RC       | 10-8  | 14-11 | 14-0  |       | 23-8  | 42-0 | 21-3  | 27-19 |
| RC Frameries    | 18-16 | 17-17 | 11-6  | 10-13 |       | 26-6 | 6-12  | 6-11  |
| Coq Mosan       | 7-44  | 3-32  | 13-6  | 10-20 | 0-17  |      | 0-6   | 11-3  |
| RC Soignies     | 7-11  | 32-16 | 15-15 | 12-12 | 16-26 | 62-7 |       | 25-10 |
| Ottignies       | 15-21 | 6-3   | 20-7  | 19-0  | 11-7  | 10-3 | 5-9   |       |

|  | Victoire à domicile |  | Match nul |  | Défaite à domicile |

#### Détail des résultats
Les points marqués par chaque équipe sont inscrits dans les colonnes centrales.

#### Évolution du classement
| Club            | 1 | 2 | 3 | 4 | 5 | 6 | 7 | 8 | 9 | 10 | 11 | 12 | 13 | 14 |
| --------------- | - | - | - | - | - | - | - | - | - | -- | -- | -- | -- | -- |
| ASUB Waterloo   | 6 | 4 | 4 | 3 | 3 | 3 | 2 | 1 | 1 | 1  | 1  | 1  | 1  | 1  |
| Boitsfort RC    | 1 | 1 | 2 | 4 | 5 | 6 | 6 | 6 | 6 | 4  | 5  | 6  | 5  | 5  |
| Dendermondse RC | 4 | 5 | 7 | 7 | 7 | 7 | 7 | 7 | 7 | 8  | 8  | 8  | 8  | 8  |
| Kituro RC       | 3 | 6 | 3 | 2 | 1 | 2 | 1 | 3 | 2 | 3  | 3  | 2  | 2  | 2  |
| RC Frameries    | 2 | 2 | 1 | 1 | 2 | 1 | 3 | 5 | 3 | 5  | 6  | 4  | 4  | 4  |
| RC Soignies     | 7 | 7 | 6 | 6 | 4 | 4 | 4 | 2 | 4 | 2  | 2  | 3  | 3  | 3  |
| ROC             | 5 | 3 | 5 | 5 | 6 | 5 | 5 | 4 | 5 | 6  | 4  | 5  | 6  | 6  |
| Rugby Coq Mosan | 8 | 8 | 8 | 8 | 8 | 8 | 8 | 8 | 8 | 7  | 7  | 7  | 7  | 7  |

### Phase finale

#### Demi-finales
| 26 avril 2009 | ASUB Waterloo | 18 — 20 | RC Frameries | Complexe sportif du Pachy, Waterloo |
| 26 avril 2009 |               |         |              | Complexe sportif du Pachy, Waterloo |
| 26 avril 2009 |               |         |              | Complexe sportif du Pachy, Waterloo |

| 26 avril 2009 | Kituro Rugby Club | 17 — 12 | RC Soignies | Complexe Wahis, Bruxelles |
| 26 avril 2009 |                   |         |             | Complexe Wahis, Bruxelles |
| 26 avril 2009 |                   |         |             | Complexe Wahis, Bruxelles |

#### Finale
| 17 mai 2009 | RC Frameries | 11 — 12 (8 — 6) | Kituro Rugby Club | stade du petit Heysel, Bruxelles Arbitre : Serge Goffinet |
| 17 mai 2009 |              |                 |                   | stade du petit Heysel, Bruxelles Arbitre : Serge Goffinet |
| 17 mai 2009 |              |                 |                   | stade du petit Heysel, Bruxelles Arbitre : Serge Goffinet |